# Бласковиц, Йоханнес
Йоха́ннес Альбрехт Бла́сковиц (нем. Johannes Albrecht Blaskowitz; 10 июля 1883, Большая Поляна — 5 февраля 1948[…], Нюрнберг, Германия) — германский военачальник, генерал-полковник, кавалер Рыцарского креста с Дубовыми Листьями и Мечами.
На процессе по делу военного командования в Нюрнберге был обвинён в военных преступлениях. 5 февраля 1948 года покончил с собой. Посмертно оправдан по всем пунктам обвинения.

## Начало военной карьеры
В марте 1901 года начал воинскую службу фенрихом (кандидат в офицеры) в 18-м пехотном полку. Произведён в лейтенанты в январе 1902 года. В 1908—1911 — учился в военной академии, с января 1910 — обер-лейтенант. С февраля 1914 года — капитан, в штабе 111-го пехотного полка.

## Первая мировая война
С началом Первой мировой войны — командир роты 111-го пехотного полка, в августе-октябре 1915 года — командир пулемётной роты 3-го егерского полка, с октября 1915 по апрель 1916 года — командир батальона 3-го егерского полка. С апреля 1916 года — на штабных должностях (10-й армейский корпус).
Награждён Железными крестами обеих степеней, Рыцарским крестом ордена Дома Гогенцоллернов с мечами, ещё семью орденами, получил знак за ранение.

## Между мировыми войнами
Продолжил службу в рейхсвере. До октября 1924 года — на штабных должностях (майор с января 1922 года), затем — командир батальона 13-го пехотного полка. С апреля 1926 года — подполковник. С февраля 1928 года — начальник штаба 5-й пехотной дивизии, с октября 1929 года — полковник, с декабря 1930 года — командир 14-го пехотного полка. С февраля 1933 по апрель 1935 года — инспектор военно-технических училищ (генерал-лейтенант). С апреля 1935 года — командующий 2-м военным округом (генерал пехоты).

## Вторая мировая война

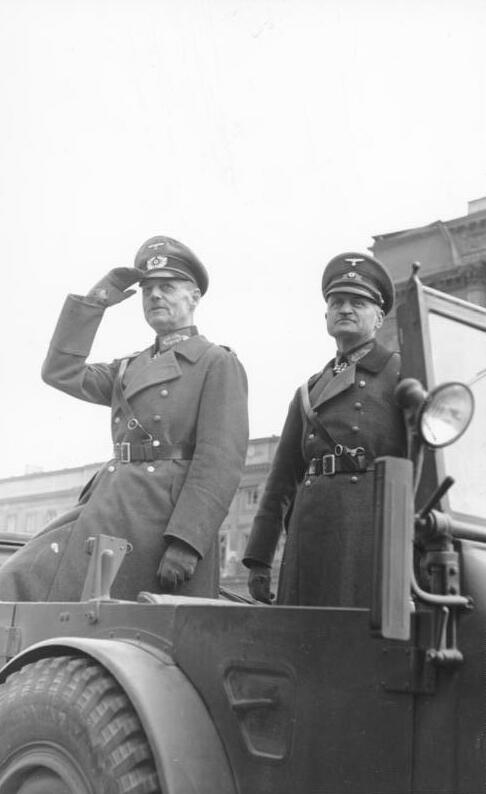
2 октября 1939 г.
Генералы Рундштедт и Бласковиц на параде в Варшаве

С 26 августа 1939 года — командующий 8-й армией. Кампания в Польше, 30 сентября 1939 года награждён Рыцарским крестом, с октября 1939 года — генерал-полковник и главнокомандующий вооружёнными силами на Востоке.
18 ноября 1939 года Бласковиц выразил официальный протест по поводу зверств зондеркоманд СС в Польше. Единственный из генералов вермахта, произведённых по итогам Польской кампании в генерал-полковники, который не стал впоследствии генерал-фельдмаршалом.
В мае 1940 года — командующий 9-й армией (на границе с Францией). Затем — в резерве главнокомандования, с октября 1940 года — командующий 1-й армией (на севере Франции).
В ноябре 1942 г. командовал операцией «Антон» — молниеносной и практически бескровной оккупацией территории Франции, которую до того контролировал режим Виши.
С мая 1944 года — командующий группой армий «Г» (Франция, Эльзас). В октябре 1944 года награждён Дубовыми Листьями (№ 640) к Рыцарскому кресту.
В апреле 1945 года — главнокомандующий войсками в Голландии. Награждён Мечами (№ 146) к Рыцарскому кресту с Дубовыми Листьями.
5 мая 1945 года взят в плен.

## Нюрнбергский процесс и смерть
На процессе по делу военного командования в Нюрнберге был обвинён в военных преступлениях. 5 февраля 1948 года покончил с собой. Посмертно оправдан по всем пунктам обвинения. Есть версия, что Бласковиц не покончил с собой, а его убили бывшие эсэсовцы, находившиеся в тюрьме и получившие послабление режима за примерное поведение.

## Награды
- Железный крест 2-го класса (27 сентября 1914)
- Железный крест 1-го класса (2 марта 1915)
- Знак за ранение (чёрный)
- Орден Церингенского льва 3-го класса с мечами (весна 1915) (Великое герцогство Баден)
- Крест «За военные заслуги» 3-го класса с военным отличием (10 февраля 1916) (Австро-Венгрия)
- Баварский орден «За военные заслуги» 4-класса с мечами (15 мая 1916)
- Крест Фридриха Августа 2-го и 1-го класса (26 мая 1916) (Ольденбург)
- Крест «За военные заслуги» 2-го класса (4 июня 1916) (Брауншвейг)
- Медаль «Галлиполийская звезда» (11 июля 1917) (Османская империя)
- Рыцарский крест королевского ордена Дома Гогенцоллернов с мечами (1 сентября 1917) (Королевство Пруссия)
- Почётный крест Первой мировой войны 1914/1918 с мечами (10 ноября 1934)
- Медаль «В память 1 октября 1938 года» c бронзовой пряжкой с рельефным изображением Пражского Града. (1 октября 1938)
- Пряжка к Железному кресту 2-го класса (11 сентября 1939)
- Пряжка к Железному кресту 1-го класса (21 сентября 1939)
- Рыцарский крест Железного креста
  - Рыцарский крест (№ 1) (30 сентября 1939)
  - Дубовые листья (№ 640) (29 октября 1944)
  - Мечи (№ 146) (25 апреля 1945)
- Большой крест ордена Короны Италии (28 января 1941) (Италия)
- Немецкий крест в серебре (30 октября 1943)
- Упоминался в «Вермахтберихт» (27 сентября 1939)